# Nuestra Natacha (película)
Nuestra Natacha  es una película de Argentina en blanco y negro dirigida por Julio Saraceni según el guion de Alejandro Casona sobre su obra teatral homónima que se estrenó el 7 de septiembre de 1944 y que tuvo como protagonistas a Amelia Bence, Esteban Serrador, Malisa Zini, Juana Sujo y Homero Cárpena. Benito Perojo había comenzado a filmar una versión en España en 1936, interrumpido al iniciarse la Guerra civil española.

## Sinopsis
Una muchacha que creció en un internado donde sufrió la ausencia de amor y ternura es nombrada directora del mismo al recibirse de abogada.

## Reparto
- Amelia Bence
- Esteban Serrador
- Malisa Zini
- Juana Sujo
- Homero Cárpena
- Mario Medrano
- Elina Colomer
- Alberto Soler
- Azucena Ferreira
- Francisco López Silva
- Carlos Castro "Castrito"
- Olga Casares Pearson
- Alberto Contreras
- Domingo Márquez
- Ángel Walk
- Adolfo de Almeida
- Ángel Boffa
- Diana Ingro … Extra
- Isabel Figlioli

## Comentarios
Calki opinó en El Mundo:

”Escaso vigor en el traslado al cine …El marco técnico no ofrece fallas, es sólido y hasta brillante. Lo que no se logra es su contenido.”

. Por su parte Manrupe y Portela comentan:

”La vieja historia de quien reforma un lugar con su bondad y sacrificio, excesivamente explicada y sin demasiado calor.”